# 朝比奈ゆい
朝比奈 ゆい（あさひな ゆい、1982年12月20日 - ）は、日本の元AV女優。

## 略歴
- 2003年に『桃乳プリンセス』でAVデビュー。
- 2004年に引退した。

## 作品

### アダルトビデオ
2003年
- 桃乳プリンセス（1月28日、クリスタル映像）
- おねだりキューピット（2月25日、クリスタル映像）
- 女乳（3月25日、クリスタル映像）
- 桃乳娘はエッチ好き（4月24日、クリスタル映像）
- Re－MIXスペシャル（4月25日、クリスタル映像）…「桃乳プリンセス」、「おねだりキューピット」、「女乳」をカップリングしたセルDVD
- コスプレ召使い（5月29日、クリスタル映像）
- GOGOハレンチ娘（6月28日、シーツーコーポレーション）
- 朝比奈ゆいの ねぇ、Hしよっ（7月31日、クリスタル映像）
- feel（8月28日、クリスタル映像）
- 変態志願（9月18日、クリスタル映像）
- 僕だけの巨乳ママ 6（10月3日、ワープエンタテインメント）
- レズCHA-OH☆〜 2（10月4日、忠実堂）…共演:愛葉るび
- FACE 63 〜催眠大増量スペシャル〜（10月10日、アウダースジャパン）
- 朝比奈ゆいがあなたの願望叶えます。（10月24日、h.m.p）
- 発情人妻SEX遊戯 悩殺する飢えた巨乳痴女（10月25日、グローリークエスト）
- ビージーン 20（11月7日、桃太郎映像出版）
- 癒され荘2号館（11月7日、ワープエンタテインメント）
- 猥褻奉仕（11月7日、ドリームチケット）
- 極 本番（11月7日、GLAY'z）
- へんたいあさひなゆい（11月17日、銀河映像）
- 「強淫受精・1」（11月20日、プレステージ）
- センズリマスター（12月4日、忠実堂）
- 超高級美少女レズ・ソープ嬢 4（12月4日、ディープス）
- 高級ソープ（12月12日、TMA）
- 超高級ソープ（12月12日、TMA）…上記タイトルのセル版
- 僕のお姉ちゃんは女教師 朝比奈ゆい（12月15日、MOODYZ）
- ビップシャワー 4（12月5日、ワープエンタテインメント）…共演:沢口あすか、春菜まい

2004年
- 超勃起睾丸マッサージ姫（1月8日、ディープス）
- 本能 〜instinct〜（1月9日、TMA）
- イカセ4本番（1月15日、MOODYZ）
- 豊乳M調教（1月17日、グローリークエスト）
- 絶対拘束（2月20日、TMA）
- スケベ椅子でしてあげる（3月5日、GLAY'z）
- W巨乳 〜Sな妄想Mな妄想〜（3月15日、MOODYZ）共演:星川ヒカル、
- 地上最後の楽園 風俗島（3月15日、MOODYZ）共演:南波杏、春菜まい
- Teach（3月17日、ビッグモーカル）
- エロエロにして… vol.06（3月26日、イー・コンプレックス）
- 獲物 2 〜狂気の刃〜（4月8日、アタッカーズ）
- 美しい痴女の接吻とセックス 6（4月10日、ドグマ）
- Wild Thing X No.49（4月23日、桃太郎映像出版）
- THE対決野球拳 2（4月23日、グラスワン・ソフトウェア）…他出演:水来あや 他
- スーパースター4時間SPECIAL（4月23日、ケイ・エム・プロデュース）他出演:及川奈央、早坂ひとみ、紋舞らん、杉浦美由、沢口あすか、上原深雪、彩名杏子、春菜まい、COCOLO、美里かすみ、如月カレン
- 朝比奈ゆいの巨乳を味わえ!!（4月30日、ケイ・エム・プロデュース）
- 地上最後の楽園 風俗島おもわず120分延長プレイ（2004年5月1日、MOODYZ）共演:南波杏、春菜まい
- 銀河特捜シャリオン（5月3日、アイエナジー）
- Wドリームウーマン（5月15日、MOODYZ）共演:すばる
- STAR BOX VOL.41 朝比奈ゆい（5月19日、ワープエンタテインメント）
- 完全攻略 朝比奈ゆい（5月28日、ケイ・エム・プロデュース）
- 朝比奈ゆい4時間（5月28日、ケイ・エム・プロデュース）
- eRAW（6月4日、オブテインフューチャー）共演:三上翔子、紋舞らん、春菜まい、長谷川瞳、姫川麗、りん、桜田由加里、レディ・ミステリオ、マスク・ド・チェリー
- eRAW スペシャルDVD-BOX（6月4日、オブテインフューチャー）共演:三上翔子、紋舞らん、レディ・ミステリオ、姫川麗、大城楓、春菜まい、長谷川瞳、りん、桜田由加里、マスク・ド・チェリー、加山由衣
- PROLOGUE eRAW番外編（6月4日、オブテインフューチャー）…共演:紋舞らん
- ダブルボインでごはん何杯でも食べられる! 完全版（6月18日、ケイ・エム・プロデュース）…共演:春菜まい
- DIGITAL CHANNEL 朝比奈ゆい（6月8日、アイデアポケット）
- 若妻レズレイプ 夫の目の前で犯されて（7月8日、アタッカーズ）共演:風間恭子
- 夏祭り! [第3回] 浴衣美人大集合 8（7月9日、桃太郎映像出版）他出演:進藤つみき、早坂ひとみ、松浦美和
- 捜査官 [ぶっかけ潜入捜査]（8月5日、ドリームチケット）
- 恥辱のレポーター（8月27日、シネマジック）
- 朝比奈ゆいの愛液たっぷりセックス（9月8日、ドグマ）
- VERY BEST OF 朝比奈ゆい（9月10日、ケイ・エム・プロデュース）
- 龍縛愛玩調教 29 巨乳メイド（10月8日、アタッカーズ）
- 女尻（2004年10月24日、アリスJAPAN）
- 一度だけサセろや!! 2（11月12日、桃太郎映像出版）他出演:京乃あづさ、早坂ひとみ、安寿

2005年
- 被虐の女戦士 [暗黒死闘編]（1月28日、シネマジック）共演:青木玲、如月稟、小室芹奈　※引退作
- 被虐の女戦士 5 暗黒死闘編 完全版（4月22日）、シネマジック）上記タイトルのセルDVD版
- 史上空前のセクシーヒロインバトル 7大ヒロイン大集合で始まる新たなる伝説（5月4日、アイエナジー）共演:長瀬愛、朝河蘭、楠木さやか、加山由衣、紋舞らん、坂下麻衣
- 未公開いやらしい映像! 接吻と手コキで楽しんで男を追いつめ射精させる美しい痴女たちスペシャル!!（5月19日、ドグマ）他出演:小泉キラリ、後藤まみ、麻倉ほのか
- 人妻中出し（12月10日、GLAY'z）他出演:矢沢ひとみ、森咲小雪

### Vシネマ
- 星間特捜アサルトライザー （12月24日、ZENピクチャーズ）

### DVDPG
2003年
- 禁断のレズゲーム（12月19日、グラスワン・ソフトウェア）…共演:水来亜矢、藤森エレナ

2004年
- THE対決野球拳2（4月23日、グラスワン・ソフトウェア）…共演:水来あや

## 書籍

### 写真集
- 朝比奈ゆい写真集 Shoot UP！(2003年2月1日、英知出版、撮影：郡司大地)